# Bernice Cameron
Laura Bernice Cameron, née le 30 juillet 1883 et morte le 19 janvier 1959, est la directrice de la Postal Telegraph-Cable Company de Medford dans l'Oregon. Elle s'est illustrée comme Yeoman (F), ce qui fait d'elle un vétéran de la Première Guerre mondiale.

## Biographie

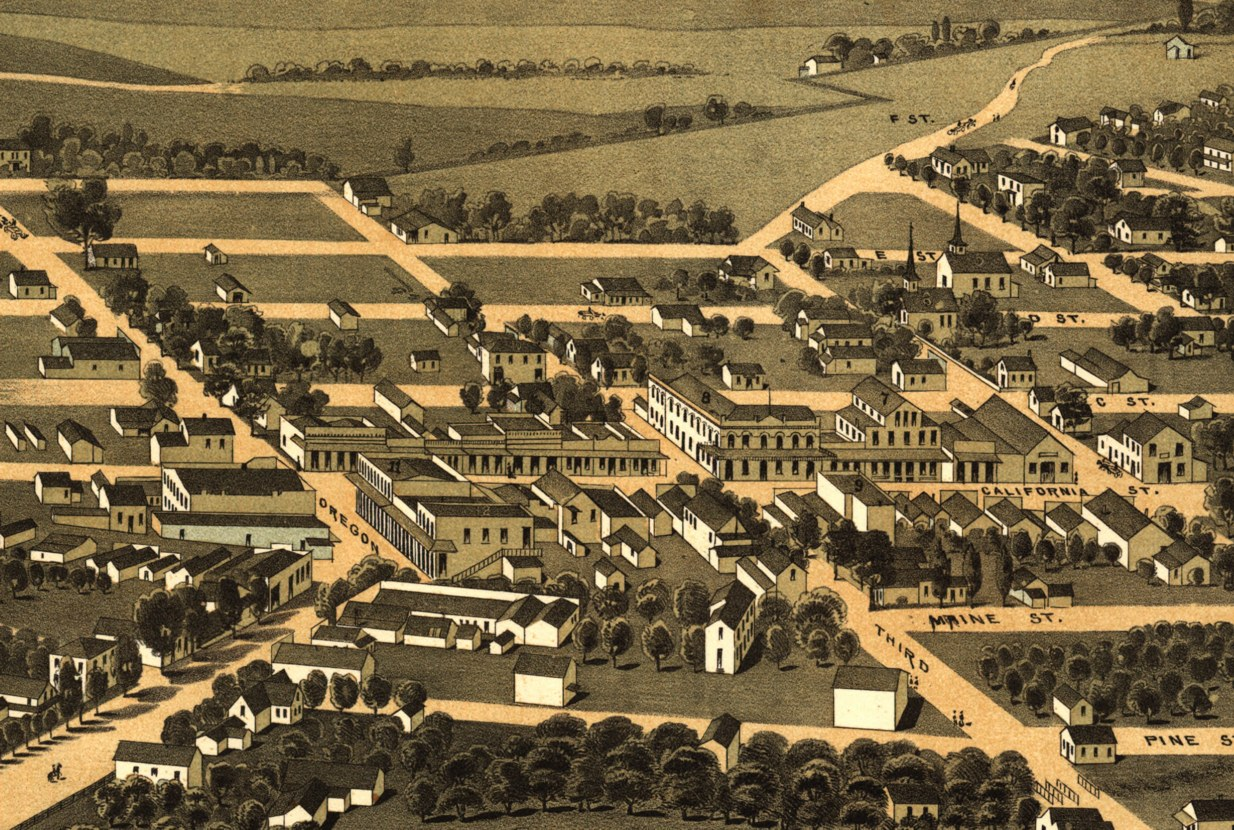
Vue de Jacksonville (Oregon) en 1883 (année de naissance de B. Cameron).

Laura Bernice Cameron est née à Jacksonville dans l'Oregon, le 30 juillet 1883. Elle est la fille de Robert J. et d'Esther L. Cameron,. Sa famille possédait un ranch dans la vallée de l'Applegate.
En 1894, elle s'inscrit à l'école normale de Monmouth et en 1901, elle fréquente l'école des enseignants d'Ashland. Après avoir obtenu son diplôme, elle enseigne pendant quelques années dans la vallée .

### Carrière dans les postes
En 1907, elle est directrice du bureau de Medford de la Postal Telegraph-Cable Company. Peu nombreuses étaient les femmes à exercer, à l'époque, de telles responsabilités. Elle gagne le respect et l’admiration de la communauté locale grâce à sa bonne gestion réussie de l’entreprise. En 1923, elle est récompensée par le prix de la société Postal Telegraph pour avoir « le bureau le plus prospère de cette taille sur la côte ouest ». Elle prend sa retraite en 1939, après 32 ans de services.

### Enrôlement dans la réserve de la marine
Enrôlée dans la réserve de la marine américaine, elle est mobilisée, comme cheffe électricienne, avec deux employées du bureau de poste, Evelyn Taylor et Ruby Burke, le 12 avril 1917 et 25 recrues masculines de Medford , pour rejoindre le chantier naval de Puget Sound Naval Shipyard and Intermediate Maintenance Facility, dans l'état de Washington. Ce service volontaire, comme Yeoman (F), lui vaudra de rester affiliée à la Légion américaine pendant 40 ans,.

### Franc maçonnerie
En 1897, selon la tradition familiale, elle est initiée de l'Ordre de l'Étoile de l'Est et en restera membre pendant 60 ans . Son oncle, Todd Cameron, a présenté en 1880, au chapitre un orgue qui avait été expédié à Crescent City par voie maritime et transporté sur les sentiers de montagne jusqu'à Jacksonville ; sa mère, Esther Cameron, a aidé à organiser le grand chapitre de l'Oregon en 1899 à Roseburg.

### Autres affiliations
Elle est par ailleurs membre du Jacksonville County Republican Club, du Zonta Club, une association qui promeut l'autonomisation des femmes et de l'Église épiscopalienne des États-Unis Saint-Marc,,.
Elle est, pendant de nombreuses années, membre de la Chambre de commerce du comté de Jackson.

## Vie privée
Bernice Cameron vivait au 112, rue Genève, à Medford dans l'Oregon. En 1954, elle hérite de 20 000 $ (179 503,35 $ en 2017) de sa tante. Elle décède le 19 janvier 1959 et est enterrée dans la concession familiale au cimetière de Jacksonville,,.